# Larifari
Larifari je složenica koja se nekoć upotrebljavala u Zagrebu (po uzoru na Beč) i gornjoj Hrvatskoj, za stvari ili radnje koje su bezmislene i beznačajne, odnosno bezopasne gluposti. Ako vam je netko rekao da to što ste mu upravo ispričali - ah to Vam je sve larifari, jednostavno Vam je dao do znanje da je to besmislica.
Larifari je kao izraz došao u južnonjemačke zemlje, pa tako i do nas iz talijanskog, od načina na koji je još Guido Aretinski imenovao note; la, re, fa, re = larifari.

## Vanjske poveznice
- www.etymologie.info (njem.)